# Campionato bielorusso di calcio a 5 2003-2004
Il Campionato bielorusso di calcio a 5 2003-2004 è stato il quindicesimo Campionato bielorusso di calcio a 5 e si è svolto con la formula del girone all'italiana.
Al termine del campionato la vittoria è andata al Dorozhnik Minsk giunto al suo quarto campionato della storia, seconda doppietta Campionato-Coppa. La classifica cannonieri è andata a Aleksandr Kalm dell'Energetik Orša.

## Classifica finale
| Pos | Squadra               | Pti | G  | V  | N | P  | GF  | GS  |
| --- | --------------------- | --- | -- | -- | - | -- | --- | --- |
| 1   | Dorozhnik Minsk       | 69  | 24 | 23 | 0 | 1  | 161 | 34  |
| 2   | Belagroprombank Minsk | 59  | 24 | 19 | 2 | 3  | 142 | 52  |
| 3   | Belavtoservis Nov.tsk | 54  | 24 | 17 | 3 | 4  | 123 | 78  |
| 4   | Mapid Minsk           | 51  | 24 | 16 | 3 | 5  | 121 | 68  |
| 5   | Borisov-900           | 44  | 24 | 14 | 2 | 8  | 128 | 110 |
| 6   | CKK Svetlahorsk       | 32  | 24 | 10 | 2 | 12 | 92  | 111 |
| 7   | Absolut Minsk         | 28  | 24 | 9  | 1 | 14 | 60  | 97  |
| 8   | Energetik Orša        | 25  | 24 | 7  | 4 | 13 | 107 | 114 |
| 9   | BNTU Minsk            | 25  | 24 | 7  | 4 | 13 | 76  | 94  |
| 10  | BGAFK Minsk           | 22  | 24 | 7  | 1 | 16 | 79  | 124 |
| 11  | Ekonomist Minsk       | 19  | 24 | 6  | 1 | 17 | 56  | 122 |
| 12  | Atlant Baranovichi    | 16  | 24 | 5  | 1 | 18 | 71  | 132 |
| 13  | Motor Minsk           | 12  | 24 | 4  | 0 | 20 | 25  | 105 |

## Classifica marcatori
1. Aleksandr Kalm (Energetik) - 39
2. Serguei Lagoutko (Belavtoservis) - 35
3. Andrei Skadorva (Mapid) - 31
4. Viktar Ivaniutsin (Dorozhnik) - 30
5. Sergei Svyadysh (Borisov-900) - 30